# Надим
Нади́м (рос. Надым) — місто, центр Надимського району Ямало-Ненецького автономного округу, Росія. Адміністративний центр Надимського района.

## Географія
Засноване ще у 1598 році, нині місто є третім за величиною містом округу (після Нового Уренгою та Ноябрська). Одне з небагатьох міст держави, яке перевищує адміністративний центр свого суб'єкта федерації (Салехард), як за промисловим потенціалом, так і за чисельністю населення. Головною водною артерією міста є річка Надим.

### Клімат
- Середньорічна температура повітря —  -6,9 °C
- Відносна вологість повітря —  75,2 %
- Середня швидкість вітру —  10,1 м/с
- Абсолютний мінімум —  -62 °C
- Абсолютний максимум —  +43 °C

| Клімат Надима           | Клімат Надима | Клімат Надима | Клімат Надима | Клімат Надима | Клімат Надима | Клімат Надима | Клімат Надима | Клімат Надима | Клімат Надима | Клімат Надима | Клімат Надима | Клімат Надима | Клімат Надима |
| Показник                | Січ.          | Лют.          | Бер.          | Квіт.         | Трав.         | Черв.         | Лип.          | Серп.         | Вер.          | Жовт.         | Лист.         | Груд.         | Рік           |
| Середня температура, °C | −20,6         | −35,2         | −16,8         | −19,6         | 5,2           | 10,6          | 26            | 12,1          | 4,9           | −16           | −20           | −25           | −3,9          |
| ----------------------- | ------------- | ------------- | ------------- | ------------- | ------------- | ------------- | ------------- | ------------- | ------------- | ------------- | ------------- | ------------- | ------------- |

## Місто-побратим
- Тромсе (Норвегія, 2008)

## Населення
Населення — 44660 осіб (2017, 46611 у 2010, 48701 у 2002).

## Відомі люди
- Казанін Сергій Юрійович (*1974) — актор «Студії Квартал-95», телеведучий передач «Битва українських міст» і «БУМ. Битва слов'ян», брав участь в команді КВН «Тамбовські вовки», потім був капітаном команди КВН «Тапкіни діти».